# 377P/Scotti
377P/Scotti è una cometa periodica appartenente alla famiglia delle comete gioviane. La cometa è stata scoperta il 4 giugno 2003 , pochi giorni dopo venivano scoperte immagini di prescoperta risalenti all'aprile 2002 , la sua riscoperta il 9 marzo 2019 ha permesso di numerarla .